# کتابخانه ملی کوزوو
کتابخانه ملی کوزوو (آلبانیایی: Biblioteka Kombëtare e Kosovës ; صربی: Народна библиотека Косова، آوانگاری: Narodna biblioteka Kosova) بالاترین مؤسسه کتابخانه‌ای در کوزوو است که توسط مجمع کوزوو تأسیس شده است و در پریشتینا واقع شده است.
مأموریت این کتابخانه جمع‌آوری، حفظ، ترویج و در دسترس قرار دادن میراث مستند و فکری کوزوو است. این کتابخانه نمایشگاه برگزار می‌کند و آرشیو کلیه روزنامه‌های ملی را در اختیار دارد. این کتابخانه خدمات دیگری نیز ارائه می‌دهد. بنای این کتابخانه به دلیل تاریخ منحصر به فرد خود و سبک ساختمانی که توسط معمار یوگسلاویایی آندریا موتنناکوویچ طراحی شده است، شناخته شده است.

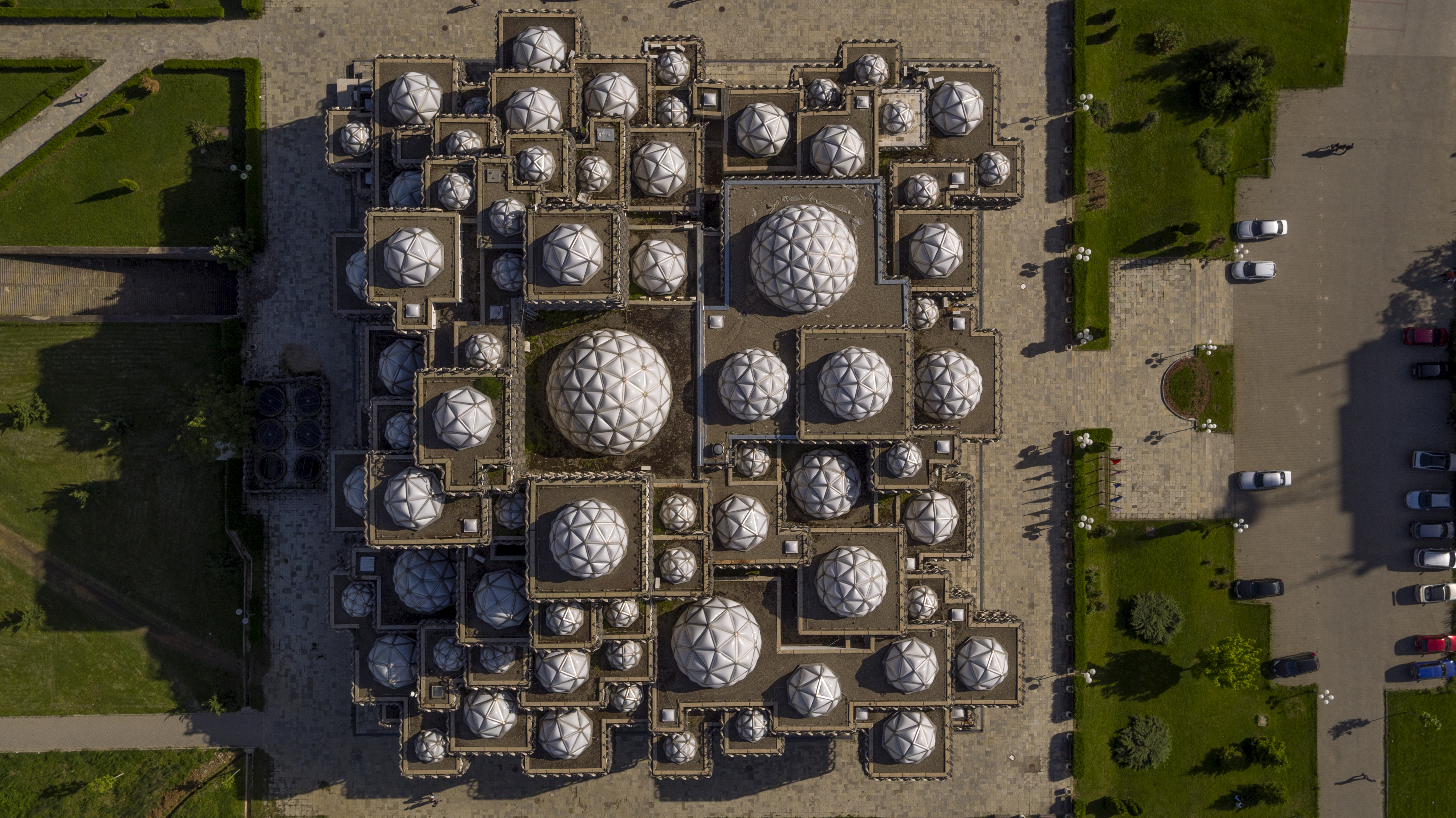
نمای بالایی از ساختمان

## تأسیس

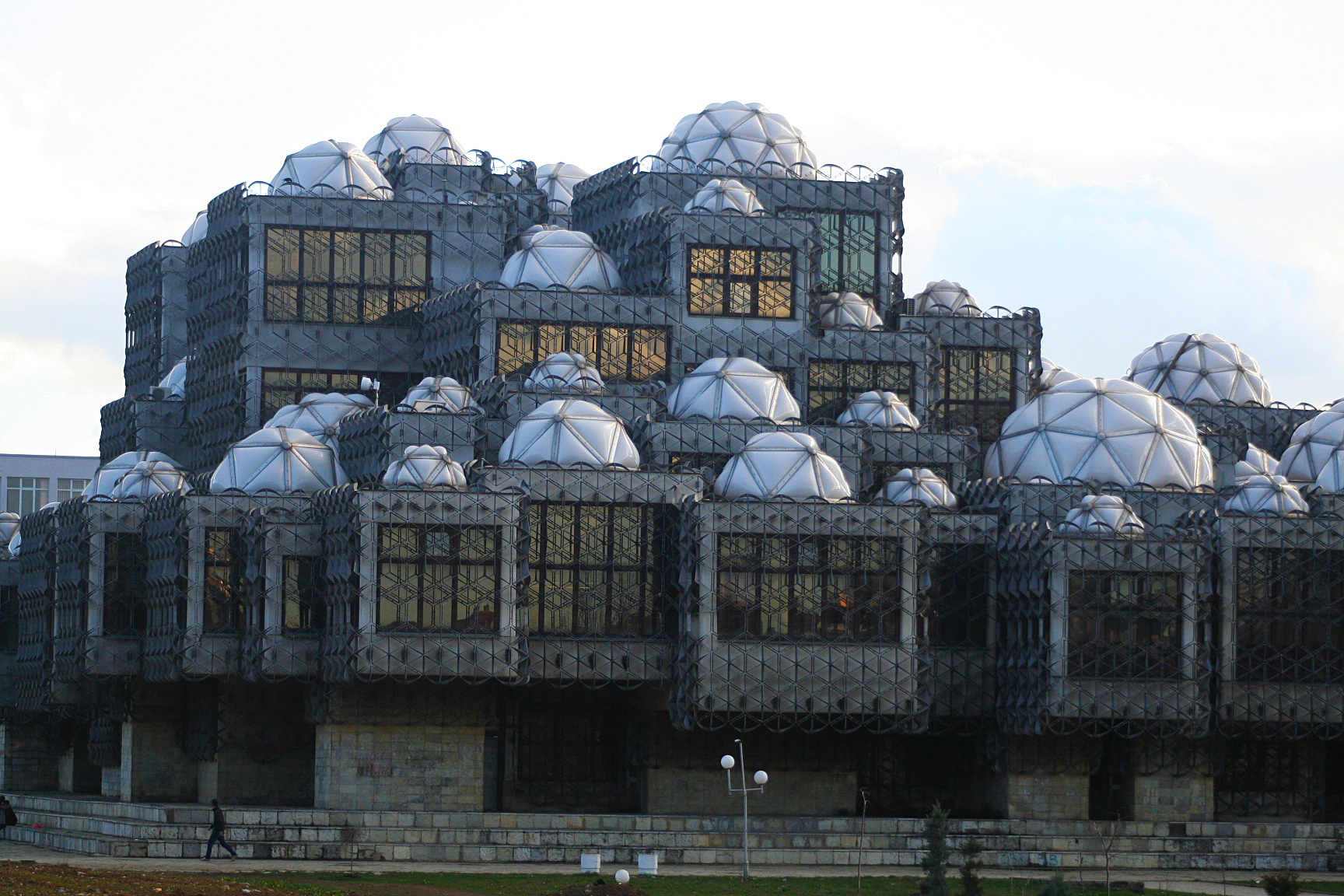
نمای بیرونی دیگری از کتابخانه با تمرکز بر گنبدها.

تاریخچه کتابخانه‌ها در کوزوو به قرون ۱۴ و ۱۵ میلادی بازمی‌گردد.
مجموعه‌های جوامع مذهبی مسیحی و مسلمان به‌عنوان قدیمی‌ترین کتابخانه‌های آرشیو در کوزوو به‌شمار می‌رود.